# Encounter at Raven's Gate
Pour plus de détails, voir Fiche technique et Distribution.
Encounter at Raven's Gate est un film australien réalisé par Rolf de Heer, sorti en 1988.

## Fiche technique
- Titre français : Encounter at Raven's Gate
- Réalisation : Rolf de Heer
- Scénario : Rolf de Heer, Marc Rosenberg, James M. Vernon
- Pays d'origine : Australie
- Format : Couleurs - 35 mm - 2,35:1 - Dolby
- Genre : drame, science-fiction, thriller
- Durée : 94 minutes
- Date de sortie : 1988

## Distribution
- Steven Vidler : Eddie
- Celine O'Leary : Rachel
- Ritchie Singer : Richard
- Vincent Gil : Skinner
- Saturday Rosenberg : Annie
- Terry Camilleri : Hemmings
- Max Cullen : Taylor
- Peter Douglas : Bruce
- Ernie Ellison : George
- Brian Edward O'Connor : Bill
- Ruth Goble : Kate
- Paul Philpot : Pinhead
- Max Lorenzin : Weasel
- Phil Bitter : Des